# Sogué
Sogué est une localité située dans le département de Komki-Ipala de la province du Kadiogo dans la région Centre au Burkina Faso.  En 2006, cette localité comptait 537 habitants dont 52 % de femmes.